# 프리랜서
프리랜서(영어: freelancer)는 특정 기업, 단체, 조직 등에 전담하지 않고 자신의 기술과 능력을 이용해 사회적으로 독립적인 개인 사업자를 말한다.
개인 사업자는 종합소득세 납부 대상자인데 프리랜서라는 호칭을 사용하는 경우 일반적으로 종합소득세 세액계산흐름도를 작성할 정도가 되지 않는다.

## 어원
영어단어 freelance의 어원은 중세시대로 거슬러 올라간다. 중세시대에는 왕이나 귀족이 전쟁마다 용병단과 계약을 하여 전쟁에 임하였는데, 그들 중 용병단과 떨어져 전장에서 전투를 벌이는 병사들이 있었다. 당시는 창 기병(Lancer)이 자신의 보병이나 궁병을 데리고 있는 형태가 많았으므로 계약 시 창 개수가 하나의 전투단위로 계산되었다. 아직 적과 계약을 하지 않은(free) 전투 단위(lance)를 가리키는 말로 Freelance가 사용되었다. 당시는 군인을 가리키는 말이었으나, 근세 보관됨 2023-06-14 - 웨이백 머신 이후 사용처가 바뀌게 되었다.

## 같이 보기
- 용병
- 자영업
- 비정규직